# Эскобедо, Хелен
Хелен (Елена) Эскобедо (исп. Helen Escobedo, полное имя Helen Escobedo Fulda; 1934—2010) — мексиканская художница, скульптор и музейный деятель.

## Биография
Родилась в Мехико 28 июля 1934 года в семье адвоката Мануэля Грегорио Эскобедо (Manuel Gregorio Escobedo, 1896—1975) и его жены Элси Фулда (Elsie Fulda, 1904—1983), которая была англичанкой.
Вместе со своим братом Мигелем (Miguel Escobedo, 1934—2018) она училась в одной школе. В юном возрасте Хелен также обучалась балету; затем игре на скрипке её учил Сандер Рот (Sander Roth), который в то время был участником всемирно известного струнного квартета Ленера. Несмотря на то, что девочка научилась играть на скрипке, она решила переключиться на искусство живописи.
С 1949 по 1951 год она училась скульптуре в колледже Mexico City Collage (ныне Университет Америки), в том числе у абстрактного скульптора Хермана Куэто, экспериментируя с различными материалами. Увидев работы Эскобедо, британский скульптор Джон Скипинг, профессор Королевского колледжа искусств, пригласил её заняться скульптурой в Англии, предложив однолетний грант на обучение в Лондоне в его учебном заведении, где Хелен в конечном итоге получила трехлетнюю стипендию. Она училась под руководством Фрэнка Добсона, Генри Мура, Джейкоба Эпстайна, Леона Андервуда и Осипа Цадкина. На втором курсе она написала диссертационную работу «Renoir and Degas: Two Impressionists in Sculpture». В 1954 году, в возрасте двадцати лет, Хелен Эскобедо получила степень бакалавра гуманитарных наук мексиканском в Motolinia University и степень магистра по скульптуре в лондонском Королевском колледже искусств.
Её первая персональная выставка состоялась в 1956 году в Галерее мексиканского искусства в Мехико. В неё вошли, рисунки, картины и скульптурные работы из бронзы. Её скульптуры, наряду с Мексикой, находятся в разных странах мира — в Канаде, США, Кубе, Англии, Новой Зеландии и Израиле. Свои работы художница представляла на 35 индивидуальных и более 100 коллективных выставках в стране и за рубежом. Помимо занятий скульптурой, Эскобедо также была талантливым художником, гравером, инсталлятором, писателем и лектором. В 1991 году была удостоена стипендии Гуггенхайма, в 2009 году — Национальной премии в области науки и искусства. В 2010 году последняя персональная выставка Эскобедо под собственным именем прошла в её доме в Мехико.
С 1958 по 1962 год Хелен Эскобедо занималась научной работой в Музее современного искусства Национального автономного университета Мексики. С 1981 по 1982 год была техническим директором Национального художественного музея; с 1982 по 1984 год — директором Музея современного искусства. Работа в этом музее завершилась двумя выставками, организованными Эскобедо — «Transformaciones: Nueva Escultura de Gran Bretaña, Origen y Visión: Nueva pintura Alemana» и «A qué estamos jugando?» С 1985 по 1989 год она работала художественным куратором, представляя музеи Национального автономного университета Мексики на международных выставках.

### Личная жизнь
В 1957 году замуж за норвежца Фредрика Кирсебома (Fredrik Kirsebom), с которым у неё была дочь Андреа (Andrea, род. 1962) и сын Майкл (Michael, род 1964). Супруги развелись в 1982 году.
В 1995 году во второй раз вышла замуж за немецкого адвоката Ханса-Юргена Рабе. Её первая внучка родилась в 2004 году, когда она праздновала свое семидесятилетие.
Умерла от рака 16 сентября 2010 года в собственном доме в Мехико. За день до её смерти ежедневная газета La Jornada Архивная копия от 29 марта 2020 на Wayback Machine получила от Хелен Эскобедо электронное письмо, в котором было написано: «To all my friends and acquaintances. This is to inform you that, as of yesterday, I’m travelling light and I am now in the immense blue. It’s grand to travel without luggage. I am only sorry not to have personally completed all my pending projects. All the best. Helen.»
В 2004 году на английском языке была опубликована книга Грасиелы Шмильчук (Graciela Schmilchuk Архивная копия от 4 сентября 2019 на Wayback Machine) о жизни и творчестве Хелен Эскобедо: «Footsteps in the Sand».
- Некоторые работы